# Massais
Massais – miejscowość i dawna gmina we Francji, w regionie Nowa Akwitania, w departamencie Deux-Sèvres. W 2013 roku populacja gminy wynosiła 599 mieszkańców. 
W dniu 1 stycznia 2017 roku z połączenia trzech ówczesnych gmin – Bouillé-Saint-Paul, Cersay oraz Massais – utworzono nową gminę Val-en-Vignes. Siedzibą gminy została miejscowość Cersay. 